# Rojo El Alpargatero
Antonio Grau Mora, más conocido por su nombre artístico, Rojo el Alpargatero, (Callosa de Segura, 7 de diciembre de 1847 - La Unión, 21 de abril de 1907) fue un cantaor flamenco español. De él se llegó a decir que era como el Chacón o El Mellizo de Cartagena y su comarca minera. Fue uno de los primeros maestros de los Cantes de las Minas.

## Biografía
Desde joven le llamaron el Rojo, por el color de su pelo, y el Alpargatero, por el negocio familiar: la fabricación de alpargatas. Hasta 1868 vivió en Callosa trabajando con su padre. En esa fecha debió incorporarse al servicio militar y fue destinado a Málaga. En 1873 se encontraba en Almería y, aunque todavía seguía dedicado a la venta de alpargatas –precisamente una de las primeras personas con las que entabla contacto en Almería es Bartolomé González Torres, industrial alpargatero-, actúa ya como cantaor flamenco. La prensa local da noticia de sus actuaciones en el Casino los días 27 de febrero y 22 de junio de 1877. El gacetillero hace mención a sus coplas flamencas, con gorgoritos (garganteos), quiebros y florituras y la nota de junio utiliza como reclamo para su actuación su gran popularidad. En Almería conoce a María del Mar Daucet Moreno (hermana de Carmencita), la que sería desde entonces su compañera sentimental.
En 1880 abandonó definitivamente sus actividades comerciales y se marchó con María del Mar a Málaga. Allí hizo realidad su sueño de ser artista profesional. En Málaga tiene la oportunidad de conocer y alternar con las primeras figuras del cante. En sus actuaciones en los cafés cantantes malagueños daría a conocer los cantes que años atrás había aprendido en sus andanzas por La Unión, Cartagena y Almería. En ellos llegó a adquirir nombre de buen malagueñero.
En 1882 su pareja queda embarazada y se casaron, trasladándose a La Unión. En la ciudad minera instaló una posada y se dio a conocer como cantaor. No tardaron en aparecer coplas que historiaban ese momento.

Se ha establecido en La Unión
el Rojo el Alpargatero,
canta como un ruiseñor;
no trabaja de minero,
pues del cante es lo mejor

El Rojo se reencontró con los cantes mineros que ya había conocido en su juventud y se empapó de las tonalidades que les imprimían los cantaores locales. Mientras, sus negocios prosperaban. Amplió la posada y abrió una sala de juego y café cantante, mientras seguía con el cante. En La Unión eran cada día más sus incondicionales. Prueba de su fama es la siguiente letra:

Se quemó el Café Habanero,
no lo pueden levantar;
levantadlo, caballeros,
sólo por oír cantar
al Rojo el Alpargatero.

En 1895 abrió otra posada en Cartagena, en el Arco Callejón de la calle de Canales. También ha quedado alguna letra que recuerda, no sin ironía, esta calle:

En la calle de Canales
se me cayó mi sombrero.
¡Quien se lo vino a encontrar:
El Rojo el Alpargatero!
Y no me lo quiere dar.

Se atribuye esta letra a Escacena, que la popularizó hasta tal extremo que cuentan que el Rojo se vio obligado a contestar:

Anda diciendo Escacena
que yo tengo su sombrero,
y al presidio me condenan,
pero sabe el pueblo entero
que él no estuvo en Cartagena.

Allí se reunió con los mejores cantaores de la zona La Unión-Cartagena. En estas reuniones y en los tablaos de los cafés se fueron configurando los estilos que después han perdurado, de la mano de el Rojo, Antonio Chacón y Fernando el de Triana, entre otros.
Sin disponer de ninguna grabación que permita valorar objetivamente los cantes de Rojo, se le considera por las referencias que, como mínimo, fue un extraordinario intérprete de los Cantes de las Minas. Así lo estimaron sus contemporáneos y así ha quedado recogido en una famosa letra:

Fueron los firmes puntales
del cante cartagenero
la Peñaranda, Chilares,
el Rojo el Alpargatero
y Enrique el de los Vidales.

Se le atribuye ser uno de los que configuraron, entre otros, la taranta cartagenera, pero se desconoce hasta que punto no influyeron también definitivamente otros como Chilares. De sus cantes, sólo se conocen algunas letras por las que sentía una especial predilección:

Me llaman el barrenero
porque tiro la barrena,
y soy el mejor minero
que sale de Cartagena.
Trabajando en una mina
de la Sierra del Guayano,
han descubierto un filón
que tiene el metal gitano,
y lo he descubierto yo.
Eres guapa y Dios te guarde,
en tu puerta da la luna,
acaba de desengañarme,
mira que va a dar la una
y me precisa el retirarme.

Para juzgar con rigor las posibles aportaciones de Antonio Grau hay que atenerse a los testimonios históricos. Fernando el de Triana, buen conocedor del cante y de los cantaores de su tiempo, y poco dado a excesivas figuras literarias, al recordar los éxitos de La Cartagenera, no duda en afirmar que sus cantes procedían de la escuela del famosísimo compositor Antonio Grau Mora, Rojo el Alpargatero.
Antonio Grau Mora murió en La Unión el 21 de abril de 1907. Dejó tres hijos: Antonio, José y Pedro. Uno de ellos, Antonio, fue también cantaor flamenco.